# The Magic Touch
The Magic Touch ist eine deutsche Rocksteady- und Reggae-Band.

## Bandgeschichte
The Magic Touch wurde 2006 in Leipzig und Berlin als Nebenprojekt der Ska-Bands Yellow Umbrella (Dresden) und Solitos (Berlin) gegründet. Zunächst spielte die Band zu viert, mit Alex Buck als Leadsänger. Später stieß Roger Nolda, wie Buck ehemaliges Mitglied der Band Court Jesters Crew aus Tübingen, als Sänger und Percussionist hinzu. Im Jahr 2010 veröffentlichte man bei Grover Records das erste Album „Love & Hate & Politricks“. The Magic Touch spielt klassischen Reggae und Rocksteady. Seit 2010 spielt die Band auch regelmäßig als Backing Band für jamaikanische Künstler wie Pat Kelly, Roy Ellis und Susan Cadogan.

## Diskografie
- 2010: Love & Hate & Politricks
- 2011: Shocks of lightning
- 2018: Fights The Evil Of The World Vol.1